# 快風丸 (日本海軍)
快風丸(かいふうまる/くゎいふうまる)は、備中松山藩・日本海軍の運輸船。
快風は「心地よく吹く風」の意味。
快には速い意味も含まれると思われる。

## 艦歴
元はニューヨークで建造されたアメリカの木造帆船「ゴーウルノルワラス」。
文久2年9月(1862年)に備中松山藩が購入し「快風丸」と命名した。
藩主板倉勝静が老中に就いていた備中松山藩は佐幕派であったため、戊辰戦争がはじまると慶応4年(1868年)初頭に新政府方の岡山藩に制圧され、「快風丸」も岡山藩の管理下に落ちた。
そのまま岡山藩の管理となり、後に細川藩(熊本藩)に管理させた。
同年10月24日に朝廷が借用、11月26日に軍務官所管となった。
『海軍省報告書』によると明治2年2月(1869年3月から4月)に松山藩の快風丸を捕獲した、とされている。
明治2年7月8日(1869年8月15日)に一時兵部省(陸軍部)所管、明治4年12月17日(1872年1月26日)に兵部省(海軍部)所管となった。
明治5年海軍省発足により海軍省の艦船となり、
1880年(明治13年)まで石炭輸送に従事した。
1873年(明治6年)
10月8日、快風丸は会計局所轄となった。
1875年(明治8年)
10月28日、日本周辺を東部と西部に分け、東部指揮官は中牟田倉之助少将、西部指揮官は伊東祐麿少将が任命され、
日進、春日、浅間、第二丁卯、孟春、千代田形、肇敏丸、快風丸は西部指揮官所轄となった。
1月19日東海鎮守府所轄の快風丸は主船局所轄の運送船とされた。
従来通り唐津から神戸港までの石炭輸送に従事したが、快風丸維持費より民間委託運送費の方が安いため、
翌1881年(明治14年)2月7日除籍、売却された。